# Hedesunda
Hedesunda is een tätort en parochie in de gemeente Gävle in het landschap Gästrikland en de provincie Gävleborgs län in Zweden. De plaats heeft 1048 inwoners (2005) en een oppervlakte van 167 hectare. Een deel van de parochie Hedesunda vormt een tätort, dit tätort bestaat uit meerdere zo goed als aan elkaar vastgegroeide plaatsen, waarvan Brunn de belangrijkste is. Het tätort ligt vlak aan een gebied dat bestaat uit verschillende aan elkaar vastgelegen meren.

## Verkeer en vervoer
Bij de plaats loopt de Riksväg 56.
Bestuurscentrum: Gävle (Tätort)
Tätort:
Åbyggeby · Berg · Bergby · Björke · Bönan 
· Forsbacka · Forsby · Furuvik · Hagsta · Hamrångefjärden · Hedesunda · Lund · Norrsundet · Totra · Trödje · Valbo
Småort:
Åbyggeby (tegelbruket) · Alborga · Allmänninge · Axmar by · Backa · Berg en Sjökalla · Björke (oostelijk deel) · Brunnsvik · Eskön en Esköränningen · Finnböle · Grinduga · Häcklinge · Harkskär · Hästbo · Hillevik · Hillsjöstrand · Lövåsen en Dansheden · Mårtsbo · Ölbo · Oppala · Östanbäck en Lund · Sikvik · Småmuren · Utvalnäs